# Champ magnétique de Mercure
Le champ magnétique de Mercure est le champ magnétique entourant Mercure, la plus petite planète du Système solaire et la plus proche du Soleil. Il s'agit approximativement un dipôle magnétique apparemment global,. 
Les données de Mariner 10 conduisent à sa découverte lors du survol de Mercure en 1974. La sonde spatiale mesure alors l'intensité du champ comme 1,1 % de celle du champ magnétique terrestre. 
L'origine du champ magnétique peut être expliquée par l'effet dynamo, du fait du noyau externe partiellement fondu de la planète. Le champ magnétique est suffisamment fort près de l'arc de choc (en anglais : bow shock) pour ralentir le vent solaire, ce qui induit une magnétosphère.

## Force
Le champ magnétique est d'une magnitude d'environ 1,1 % de celui de la Terre. À l'équateur mercurien, la force relative du champ magnétique est d'environ 300 nT, ce qui est plus faible que celui de la lune de Jupiter, Ganymède.
Le champ magnétique de Mercure est plus faible que celui de la Terre car son noyau s'est refroidi et s'est solidifié plus rapidement que celui de la Terre. Bien que le champ magnétique de Mercure soit beaucoup plus faible que le champ magnétique de la Terre, il est encore assez fort pour dévier le vent solaire, induisant une magnétosphère. Parce que le champ magnétique de Mercure est faible alors que le champ magnétique interplanétaire avec lequel il interagit sur son orbite est relativement fort, la pression dynamique du vent solaire sur l'orbite de Mercure est également trois fois plus grande que sur la Terre.
La question de savoir si le champ magnétique a changé de manière significative entre la mission Mariner 10 et la mission MESSENGER reste une question ouverte. Une revue de 1988 par JEP Connerney et NF Ness des données magnétiques de Mariner 10 note huit articles différents dans lesquels étaient proposés quinze modèles mathématiques différents du champ magnétique dérivés de l'analyse harmonique sphérique des deux survols proches, avec un moment magnétique allant de 136 à 350 nT-R M3 (RM étant le rayon de Mercure de 2 436 km).
En outre, ils soulignent que « les estimations du dipôle obtenues à partir des positions du bowshock et/ou de la magnétopause vont d'environ 200 nT-RM3 (Russell 1977) à environ 400 nT-RM3 (Slavin et Holzer 1979b) ».
Ils concluent ainsi que «le manque de concordance entre les modèles est dû aux limitations fondamentales imposées par la distribution spatiale des observations disponibles».
Anderson et al. (2011), grâce aux données MESSENGER de haute qualité provenant de nombreuses orbites autour de Mercure par opposition à seulement quelques survols à grande vitesse, révèlent que le moment magnétique est de 195 ± 10 nT-RM3.

## Découverte

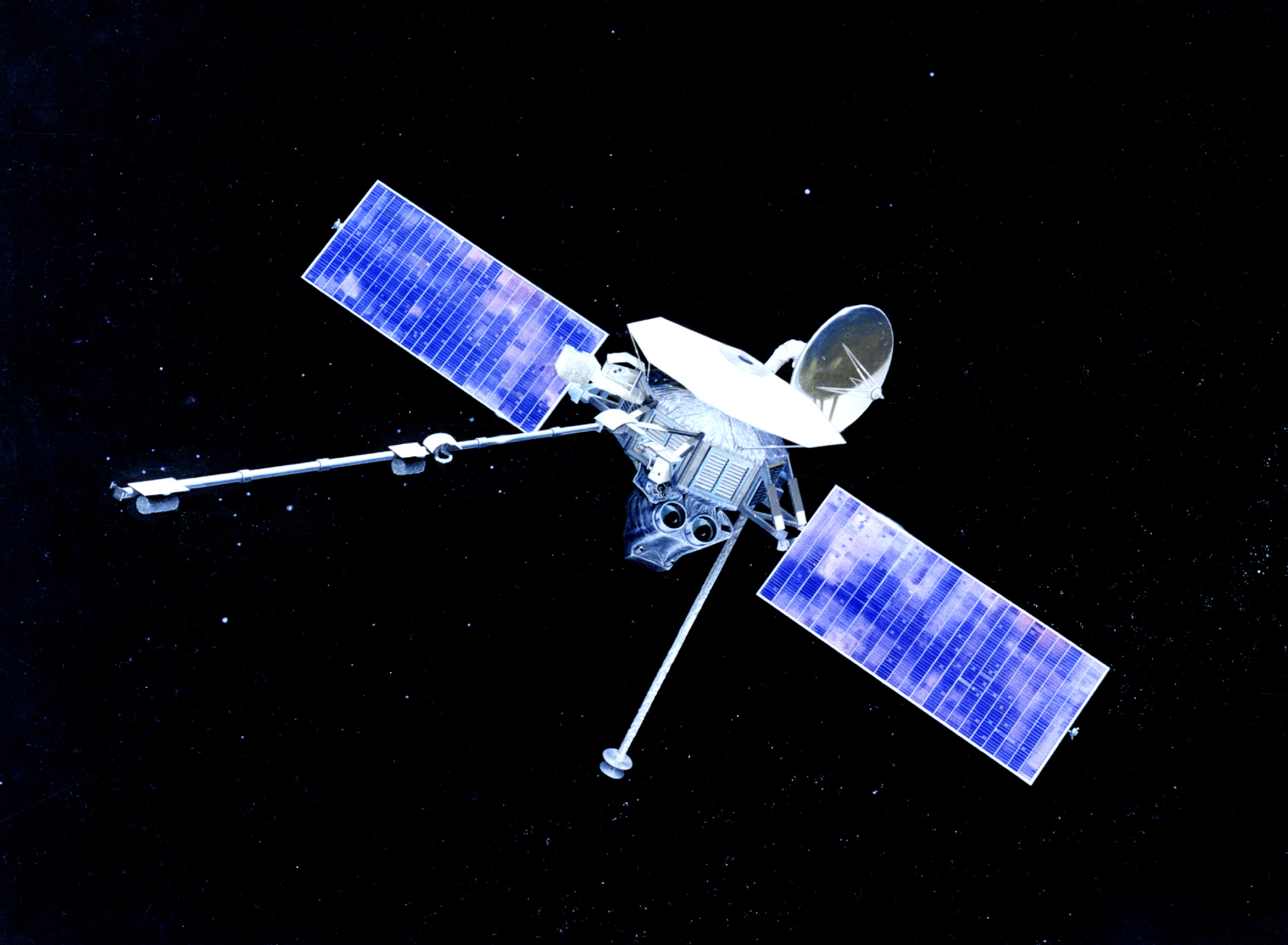
Les données de Mariner 10 ont conduit à la découverte du champ magnétique de Mercure.

Avant 1974, on pense que Mercure ne peut pas générer de champ magnétique en raison de son diamètre relativement petit et de son absence d'atmosphère. Cependant, lorsque Mariner 10 fait son premier survol de Mercure (avril 1974), la sonde détecte un champ magnétique d'une amplitude d'environ 1/100e de la magnitude totale du champ magnétique terrestre. Cependant, ces passages ont fourni peu de données exploitables sur l'orientation et la structure harmonique du champ magnétique, en partie parce que la couverture du champ planétaire est mauvaise (car il n'est pas prévu d'en découvrir un) et en raison du manque d'observations simultanées de la densité et de la vitesse du vent solaire.
Depuis sa découverte, le champ magnétique de Mercure a reçu beaucoup d'attention, principalement en raison de la petite taille de la planète et de sa rotation lente de 59 jours, des facteurs censés empêcher la planète d'avoir un tel champ. Bien que cela soit encore incertain, il est estimé que le champ magnétique provienne d'un effet dynamo,.

## Origines
Les origines du champ magnétique peuvent être expliquées par l'effet dynamo. Cela consiste en la convection du fer liquide conducteur dans le noyau externe de la planète. Une dynamo est générée par un gros noyau interne de fer qui a coulé vers le centre de masse de la planète (et qui ne s'est pas refroidi au fil des ans) et un noyau externe qui n'a pas été complètement solidifié et qui circule à l'intérieur.
Avant la découverte de son champ magnétique en 1974, on pense qu'en raison de la petite taille de Mercure, son noyau s'est déjà refroidi. De plus, la lente rotation de 59 jours n'aurait pas dû fournir assez d'énergie pour générer un champ magnétique.
Cette dynamo est probablement bien plus faible que celle de la Terre car elle est entraînée par la convection thermo-compositionnelle associée à la solidification du noyau interne. Le gradient thermique à la limite noyau-manteau est subadiabatique et, par conséquent, la région externe du noyau liquide est stratifiée de manière stable, la dynamo fonctionnant uniquement en profondeur, là où le champ puissant est généré. En raison de la rotation lente de la planète, le champ magnétique fluctue rapidement avec le temps. Aussi, du fait du faible champ magnétique généré en interne, il est également possible que le champ magnétique généré par les courants de magnétopause présente une rétroaction négative sur les processus de dynamo, provoquant ainsi l'affaiblissement du champ total,.

## Pôles magnétiques et mesure du champ

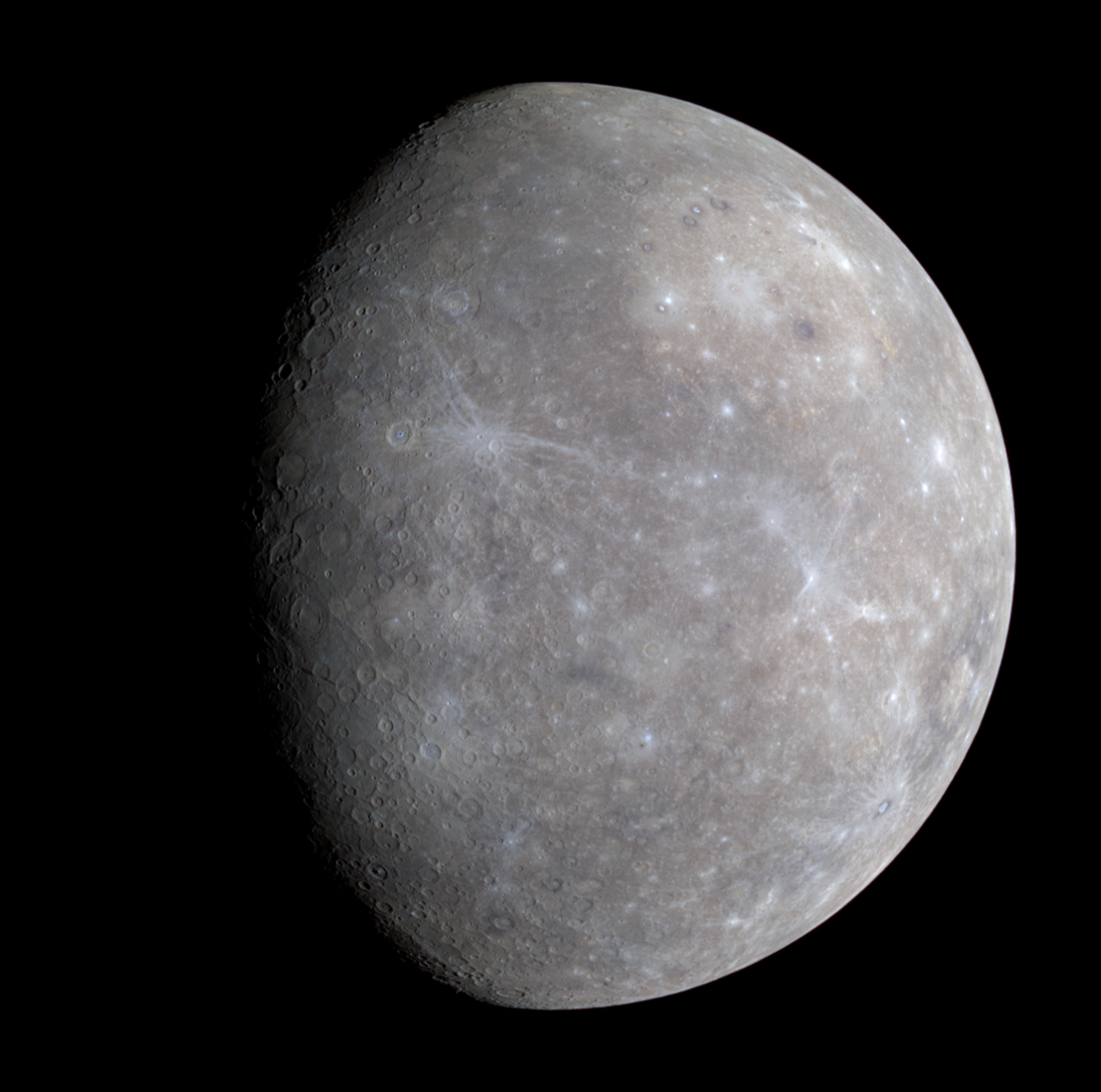
Le champ magnétique de Mercure a tendance à être plus fort à l'équateur que dans d'autres zones de Mercure.

Comme celui de la Terre, le champ magnétique de Mercure est incliné,, ce qui signifie que les pôles magnétiques ne sont pas situés au même endroit que les pôles géographiques. En raison de l'asymétrie nord-sud du champ magnétique interne de Mercure, la géométrie des lignes de champ magnétique est différente dans les régions polaires nord et sud de Mercure. En particulier, la « calotte polaire » magnétique où les lignes de champ sont ouvertes vers le milieu interplanétaire est beaucoup plus grande près du pôle sud. Cette géométrie implique que la région polaire sud est beaucoup plus exposée que celle du nord aux particules chargées chauffées et accélérées par les interactions vent-magnétosphère solaire. La force du moment magnétique et l'inclinaison du moment dipolaire sont totalement libres.
Le champ magnétique de Mercure a été mesuré de diverses manières. En général, le champ dipolaire interne équivalent est plus petit lorsqu'il est estimé sur la base de la taille et de la forme de la magnétosphère (~ 150–200 nT-R3). Des mesures radar terrestres de la rotation de Mercure révèlent un léger mouvement de balancement impliquant que le noyau de Mercure est au moins partiellement fondu, ce qui implique également que la « neige » de fer aide à maintenir le champ magnétique.
La sonde MESSENGER devait effectuer plus de 500 millions de mesures du champ magnétique de Mercure à l'aide de son magnétomètre sensible. Au cours de ses 88 premiers jours en orbite autour de Mercure, MESSENGER effectue six séries différentes de mesures de champ magnétique lorsque la sonde traversait la magnétopause de Mercure.

## Caractéristiques du champ

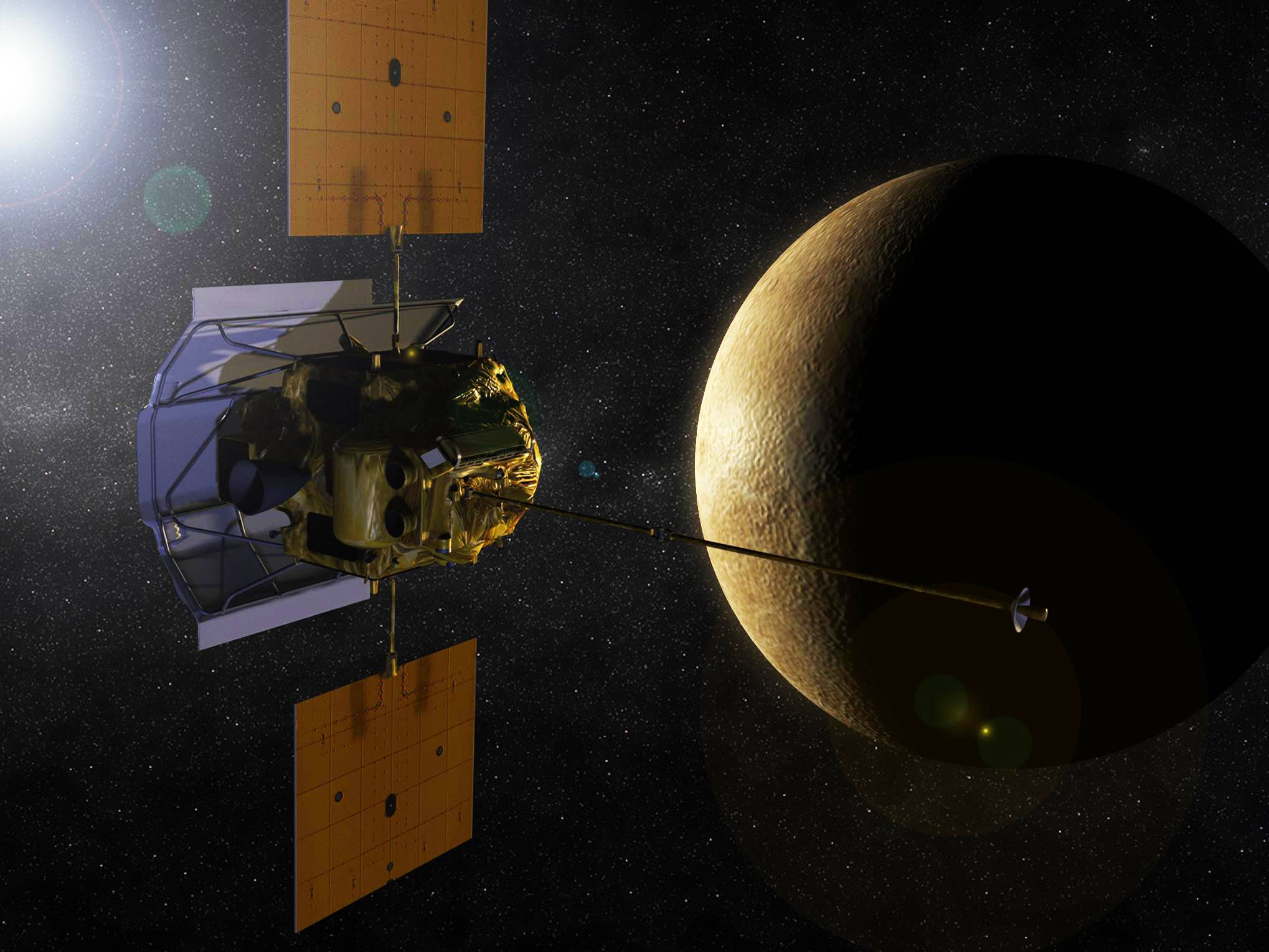
MESSENGER a noté que le champ magnétique de Mercure est responsable de plusieurs « tornades » magnétiques - des faisceaux torsadés de champs magnétiques reliant le champ planétaire à l'espace interplanétaire - qui font environ 800 km de large soit le tiers du rayon total de la planète.

Les scientifiques ont noté que le champ magnétique de Mercure peut être extrêmement « fuyant »,,. En effet, MESSENGER a rencontré des « tornades » magnétiques lors de son deuxième survol le 6 octobre 2008. Ces phénomènes pourraient éventuellement expliquer comment l'atmosphère de Mercure se reconstitue en permanence (ou de façon plus correcte son exosphère).
Lorsque Mariner 10 fait le survol de Mercure en 1974, ses capteurs mesurent le bow shock, à savoir l'entrée et la sortie de la magnétopause. Il est estimé que la cavité magnétosphérique est environ 20 fois plus petite que celle de la Terre et qu'elle s'est probablement désintégrée pendant le survol de MESSENGER. Même si le champ ne représente que 1 % de celui de la Terre, sa détection par Mariner 10 a amener à considérer par certains scientifiques que le noyau externe de Mercure pouvait encore être liquide, ou au moins partiellement liquide avec du fer et peut-être d'autres métaux.
BepiColombo est une mission conjointe de l'Agence spatiale européenne (ESA) et de l'Agence japonaise d'exploration aérospatiale (JAXA) auprès de Mercure. Elle est lancée en octobre 2018. Une partie des objectifs de sa mission est d'étudier le champ magnétique de Mercure,.